# Зиновьев, Фёдор Михайлович
Фёдор Михайлович Зиновьев (1868 — ?) — торговец, депутат Государственной думы Российской империи I созыва от Воронежской губернии.

## Биография
По сословной принадлежности — из мещан, по происхождению — крестьянин из слободы Уразово Тверской губернии. Семья была вынуждена заняться торговлей вследствие крайнего малоземелья. С 11 лет жил в городе Бирюч. Держал синильную мастерскую, доставшуюся ему по наследству. В городе Бирюч Воронежской губернии был собственником красильного и синильного заведения, занятого также окраской тяжёлых крестьянских тканей. Занимался торговлей бакалейными товарами и лесом в городе Бирюч. Окончил бирюченское уездное училище. Член податного присутствия, член комиссии по раскладке налога на недвижимое присутствие, член комиссии по квартирному налогу. На момент избрания в Думы декларировал, что разделяет взгляды партии народной свободы.
16 апреля 1906 года избран в Государственную думу I созыва от общего состава выборщиков Воронежского губернского избирательного собрания. Остался внепартийным. Поставил свою подпись под законопроектом «О гражданском равенстве».
В 1930 году жил в посёлке Будённый Будённовского района Воронежской области.
Приговорён к спецпоселению в Архангельскую область.
Дальнейшая судьба и дата смерти неизвестны.
Реабилитирован 26 апреля 1996 года.

### Рекомендованные источники
- Российский государственный исторический архив. Фонд 1278. Опись 1 (1-й созыв). Дело 22. Лист 29.